# Vinicka (Prijepolje)
Pour les articles homonymes, voir Vinicka.
Vinicka (en serbe cyrillique :  Виницка) est un village de Serbie situé dans la municipalité de Prijepolje, district de Zlatibor. Au recensement de 2011, il comptait 363 habitants.

## Démographie

### Évolution historique de la population
| 1948 | 1953 | 1961 | 1971 | 1981 | 1991 | 2002 | 2011 |
| ---- | ---- | ---- | ---- | ---- | ---- | ---- | ---- |
| 261  | 280  | 349  | 397  | 456  | 485  | 474  | 363  |

|  |